# Jairo Arias
Jairo Arias (2 novembre 1938 – 13 ottobre 2023) è stato un calciatore colombiano, di ruolo attaccante.

## Carriera
Con la nazionale colombiana prese parte al Mondiale del 1962.